# Esporte Clube Siderúrgica
Maillots
Dernière mise à jour : juillet 2020.
L'Esporte Clube Siderúrgica est un club brésilien de football basé à Sabará dans l'État du Minas Gerais.

## Palmarès
- Championnat du Minas Gerais :
  - Champion : 1937, 1964.